# Nonet č. 2 (Martinů)
Nonet č. 2, H 374 pro flétnu, hoboj, klarinet, fagot, lesní roh, housle, violu, violoncello a kontrabas vznikl na počátku roku 1959 (dokončen byl 1. února), 34 let po Nonetu č. 1, H 144, jako jedna z posledních kompozic Bohuslava Martinů. Skladba je emocionálně bohatá, je zde slyšet zřetelný dozvuk romantismu i vliv českého lidového muzikantství.

## Popis skladby
Kompozice je dedikována Československému nonetu, na jehož popud také vznikla. Emil Leichner st., vedoucí souboru, Martinů opakovaně oslovil, zda by pro noneto nezkomponoval skladbu k 35. výročí založení souboru. Martinů souhlasil a během února a ledna 1959 českou i mezinárodní veřejností očekávaný nonet zkomponoval. „Také zavolej Leichtera [sic] z Českého noneta […] a řekni mu, že si mohou dáti už můj nový nonet na program, právě na tom pracuji […].“). Ke konci ledna práce již pokročily – „Opravuji právě korekturu Noneta, a tak napíši Leichnerovi později. Zatím mu řekni, že Nonet trvá asi 20 minut s pauzami a 18 minut hraní, lépe vždy udat 20 minut, aby pak v Radiu vždy neuřízli konec, jako se obvykle stává.“ O tom, jak byla skladba nedočkavě očekávána, svědčí i noticka z Lidové demokracie z února 1959: „K letošnímu 35. jubileu Českého noneta napsal vynikající skladatel Bohuslav Martinů novou skladbu pro tento originální soubor. Skladba s věnováním jubilujícímu souboru došla právě do Prahy a již se studuje.“
Nonet vznikal jen několik měsíců po skladatelově operaci žaludku, kterou prodělal kvůli diagnostikované rakovině. Ta se bohužel právě v době vzniku Nonetu vrátila.

## Části
Nonet se skládá ze tří částí:
1. Poco Allegro
2. Andante
3. Allegretto

## Premiéra
Předpremiéra se konala v Poličce 20. června 1959. Leichner v dopise Martinů, který napsal ještě ten večer, popisuje, jaké emoce vzbudila 2. věta Nonetu u posluchačů – „[…] posluchači propukli v potlesk, který byl díkem za tu velkou krásu, kterou jsme mohli tlumočit prostřednictvím Vaší hudby.“
Premiéra Nonetu proběhla 27. července 1959 na festivalu Salzburger Festspiele. Místo premiéry vzbuzovalo ve skladateli obavy: „[…] tam co není dodekafonie anebo 12ton, tak to neexistuje, tak ať si nic z toho nedělají, když mne tam zřežou, jako s Freskami.“ Na programu večera byly dále skladby Grand Nonett F dur Ludwiga Spohra a Kvintet, op. 39 Sergeje Prokofjeva. Martinů nový nonet byl publikem nadšeně přijat, koncert byl natáčen a druhý den vysílán rozhlasem.
Pražská premiéra byla naplánována na 15. října 1959 k jubilejnímu koncertu 35. výročí založení Českého noneta. Uskutečnila se však již o měsíc dříve, na koncertu k uctění skladatelovy památky dne 15. září v sálu klubu Svazu československých skladatelů (Martinů zemřel po vleklé nemoci 28. srpna 1959 v nemocnici ve švýcarském Liestalu). Kritik z Lidové demokracie zhodnotil skladbu a provedení následujícími slovy: „Dílo B. Martinů dojímalo čistotou, moudrostí a českostí své hudby a budilo úctu klasickými rysy formy. Dokonale chápané provedení dovršilo velký úspěch tohoto díla poprvé uvedeného v autorově vlasti.“
Literární noviny přinesly rozsáhlejší popis skladby. Nonet je kompozice „blízká posledním symfonickým koncepcím skladatelovým, naplněným obsahem neurčitějším a zároveň závažnějším, všelidštějším. K jeho klasicizující tvářnosti však patří i smíšení tohoto výrazového zacílení s názvuky jasu a vzruchu, zvlášť výrazného v rytmicky oživené první části. V tomto smyslu Martinů jako by zde zkondenzoval široké rozpětí myšlenek a prožitků v tvar klasicky vyvážený, přehledný a zejména velmi hutný a stručný, lapidární snad až natolik, že zanechává dokonce dojem neukončenosti. V oblasti technicko-tvárných prostředků nepřináší nonet mnoho nového, jeho význam a poslání jsou ovšem docela jinde: je dílem uzrálého mistrovství zaměřeného dovnitř, nikoliv navenek.“ Oficiální pražská premiéra potom proběhla podle původního plánu 15. října v Domě umělců (Rudolfinum). V Brně byla skladba poprvé provedena 23. března 1960 v interpretaci Moravského noneta.

## Vydání
Vydání Nonetu nabídl Martinů v březnu 1959 pařížskému vydavatelství Eschig, ke spolupráci však nakonec nedošlo. Neautorizovanou (tedy skladatelem nekorigovanou) kapesní partituru skladby vydalo SNKLHU v Praze na podzim téhož roku.
V roce 2015 vyšel Nonet ve vědecko-kritické edici muzikoložky Jitky Zichové (Institut Bohuslava Martinů) u nakladatelství Bärenreiter (Souborné vydání díla Bohuslava Martinů IV/4, sv. 1). Nonet je zahrnut ve svazku spolu se skladbami Les Rondes, H 200, Serenáda č. 1, H 217, Serenáda č. 3, H 218, Stowe Pastorals, H 335. Svazek je opatřen detailní předmluvou a kritickou zprávou, vč. faksimile důležitých pramenů (vše v českém a anglickém jazyce).
Autograf Nonetu č. 2 je uložen v Centru Bohuslava Martinů v Poličce.